# Wołodymyr Radczenko
Wołodymyr Iwanowycz Radczenko (ukr. Володи́мир Іва́нович Ра́дченко, ur. 23 października 1948 w Kijowie, zm. 4 stycznia 2023) – ukraiński polityk, generał i szef Służby Bezpieczeństwa Ukrainy od 3 lipca 1995 do 22 kwietnia 1998 oraz od 10 lutego 2001 do 2 września 2003.

## Odznaczenia
- Order Bohdana Chmielnickiego III klasy (1998)[2]
- Krzyż Komandorski Orderu Świętego Grzegorza Wielkiego (Watykan, 2001)[3]